# Cheetah Marketing
Cheetah Marketing era una compañía con sede en Cardiff, Reino Unido, que producía productos de hardware y software relacionados con la música electrónica para ordenadores domésticos durante los años 80. Más tarde cambiaron su nombre a Cheetah International Ltd.
Cheetah estaba dirigido por dos hermanos, Howard y Michael Jacobson, pero era propiedad de Cannon Street Investments. La compañía cerró en 1993 cuando la recesión del Reino Unido afectó gravemente el precio de las acciones de sus propietarios. Después de esto, Chris Wright y Nick Owen compraron la división de productos de música y formaron Soundscape Digital Technology Ltd. Los joysticks y la división de periféricos para computadoras fueron a otra compañía del grupo Cannon Street.

## Productos
Originalmente, la compañía produjo joysticks para las computadoras Commodore 64 and Sinclair ZX Spectrum y luego se diversificó en periféricos de música y equipos musicales independientes para usuarios domésticos conscientes de los precios.

### Joysticks
- Cheetah StarFighter o Cheetah Star Probe Joystick de 8 microswitches de diseño ergonómico con cuatro botones de fuego, Autofire y selector para diferentes configuraciones.[1][2]
- Cheetah Mach 1 Joystick de 6 microswitches de diseño ergonómico con cuatro botones de fuego con Autofire[1][2]
- Cheetah 125 Joystick con cuatro botones de fuego con Autofire Las características de la 125 son insuperables. Además de su estructura interna única, construida para soportar un inmenso castigo, incluso los jugones más vigorosos. El joystick contiene nada menos que cuatro extremadamente sensibles botones de fuego. Dos botones sensibles están alojados en la empuñadura, que ha sido moldeada para mayor comodidad y facilidad de operación El botón de activación del dedo del gatillo proporciona facilidad y confort para tu dedo y el botón de fuego superior está contorneado para adaptarse a su pulgar para asegurar su disparo. Dos botones de fuego en la base están posicionados para extra control y disparo a dos manos seas diestro o zurdo. Un interruptor automático integrado proporciona un continuo disparo. Compatible con ZX Spectrum, Commodore 64, Vic 20, Amstrad CPC, Atari, MSX a un precio inicial de 8,95 libras.[3]
- Cheetah 125 Special un 125 con función de giro en la empuñadura (requiere usar un segundo puerto).[1]
- Cheetah 125 Plus [4][1][2]
- Cheetah Challenger joystick simple de dos botones y bajo precio.[1]
- Cheetah Exterminator .[2]
- Cheetah Turbo Fighter .[2]
- Cheetah Alien 3 un joystick con forma de Reina Alien.[5]
- Cheetah Bart Simpson un joystick con forma de Bart Simpson, no muy cómodo para jugar. Se lanza en varias versiones.[6][7]
- Cheetah Tortoise un joystick invertido con 3 botones de fuego y forma de tortuga.[2]
  - Tres botones de disparo ultrasensibles
  - Carcasa de control económicamente evolucionada
  - Centrado automático
  - Cuerpo resistente con fuertes ventosas estabilizadoras
  - 8 movimiento direccionales
  - Versiones para Sinclair ZX Spectrum 16K y 48K, 128K (la interfaz se vende por separado), ZX Spectrum 128 +2 y ZX Spectrum 128 +3, Commodore 64, Amstrad, Atari, Amiga, Sega y Nintendo.

- The Bug un joystick de mano con microswitches con forma de bicho (los ojos son los dos botones de fuego del frontal) y Autofire. En color negro o verde y rojo, Un modelo especial con cable dual Atari/Spectrum +2. Con el Konix Speedking el modelo de mano más confortable.[8][2]
- Cheetah Annihilator un joystick blanco de cuatro botones que se comercializa para todos los sistemas. Con el Commodore 64 Games System se incluye una versión con dos botones de fuego; el segundo botón se conecta entre el pin 7 (+ 5V) y 9 (PotX), y por lo tanto es compatible con el botón derecho de un ratón Commodore 1350.[9]
- Cheetah RAT un joypad de infrarrojos para el Commodore 64 y el Sinclair ZX Spectrum. En este caso incorpora una interfaz Kempston compatible para el mapeo de las acciones y proporciona rutinas en Sinclair BASIC y Lenguaje ensamblador Z80. Se puede utilizar hasta a 12 pies del equipo siempre que se apunte el dispositivo a la interfaz. Tiene forma ovalada con un interruptor naranja en la zona superior y un D-pad azul con 8 pequeños bultos direccionales. Al presionar sobre ellos se realiza el movimiento correspondiente. La otra mano puede accionar el botón de fuego. Es de uso ambidextro, por lo que el joypad funciona igual de bien para los jugadores zurdos y diestros. El transmisor requiere una batería PP3, que cabe en un espacio pequeño en la parte posterior de la unidad. Se comercializa a un precio de 29.95 £.[10]
- Cheetah Defender una  pistola de luz para el Commodore 64 (Defender 64) y los Sinclair ZX Spectrum 128, ZX Spectrum 128 +2 y ZX Spectrum 128 +3. El modelo Commodore tiene una toma DE-9 para conectar con las tomas de Joystick y viene con tres juegos, Gangster, Time Traveller y Army Days,[11] mientras que el de los Spectrum 128 viene con una toma BT 631W para conectar en la toma AUX del keypad numérico y seis juegos de Code Masters incluidos con la pistola, Jungle Warfare, Advanced Pinball Simulator, F16 Fighting Falcon, Supercar Trans Am, Bronx Street Cop y Billy the Kid.[12]

### Videoconsolas
Cheetah también distribuyó la consola de mano Gamate en el Reino Unido.

### Sonido
Comienza comercializando interfaces para el Spectrum, luego cajas de ritmos de 8-bit/16-bit, secuenciadores y una gama de teclados musicales ( incluyendo sintetizadores analógicos/digitales polifónicos y módulos de montaje en rack).
La gama de productos musicales de Cheetah se expandió rápidamente durante la década de 1980, cuando comenzaron a trabajar con diseñadores externos. Entre ellos se encuentran Chris Wright , quien más tarde fundó Soundscape Digital Technology, Ian Jannaway, quien más tarde fundó Novation Digital Music Systems y Mike Lynch , quien más tarde fundó Autonomy Corporation.
- SpecDrum: una caja de ritmos basada en muestras para el Sinclair ZX Spectrum
- Cheetah Sound Sampler [13]
- Cheetah Midi Interface [14]

- Cheetah MQ8 secuenciador de efectos.[15]
- Cheetah MD8 caja de ritmos MIDI de 8 bits.[16]
- Cheetah MD16 caja de ritmos MIDI de 16 bits (también con las variantes de montaje en rack MD16R, MD16RP) diseñada por Chris Wright y Nick Robbins.[17]
- Cheetah MK5/7VA teclado controlador MIDI de 5 o 7 octavas diseñado por Speedwell Software
- Cheetah Master Series 5/7/7P teclado controlador MIDI, 5 o 7 octavas y acción de teclado piano ponderada diseñados por Chris Wright y Nick Robbins.
- Cheetah Master Series 7000/8000 teclados controladores MIDI con funciones avanzadas, 5 o 7 octavas y acción de teclado piano ponderada (que se muestran en la feria NAMM en 1993, pero nunca se fabrican debido a la desaparición de Cheetah - se sabe que existen 6 prototipos) diseñados por Chris Wright y Nick Robbins.
- Cheetah MS800 Sintetizador de ondas digital[18][19] diseñado por Lynett Systems (Michael Richard Lynch).
- Cheetah SX16 sampler de 16 bits diseñado por Lynett Systems (Michael Richard Lynch).
- Cheetah MS6 sintetizador analógico polifónico de 6 voces[20] diseñado por Ian Jannaway[21]

## Lectura adicional
- «Retro: Cheetah MD-16 drum machine». Future Music (Future Publishing) (59): 55. Agosto de 1997. ISSN 0967-0378. OCLC 1032779031.

- Datos: Q5089457